# 岡田惠和
岡田惠和（1959年2月11日—），知名日本電視劇劇作家，出生於東京都三鷹市。經紀公司為Matsu Company。

## 經歷
岡田惠和畢業自和光高等學校，和光大學人文學院肄業。在企劃公司任職後，轉任自由作家。曾任樂評人、FM電台節目DJ。
1990年，正式以編劇身分出道，期間前往東京青山的Scenario Center進行編劇方面的研修。同校知名畢業生包括內館牧子等。
1991年，以電視劇《她們的時代》獲得藝術選獎新人賞、第22回日劇學院賞最佳編劇獎等獎項。其後數年，其編寫的電視劇《熱力十七歲》、《青春無悔》、《燦爛的季節》及《輕輕緊握你的手》系列皆獲注目與好評；1997年，更以《海灘男孩》造成話題，除了獲得第14回日劇學院賞最佳編劇獎，亦使竹野內豐和稻森泉因此劇而大為走紅，並創下平均23.7％的收視率，反町隆史和竹野內豐亦挾著人氣在該年登上NHK《紅白歌合戰》而造成話題，岡田一躍而為重要的電視劇編劇。
2001年，以NHK晨間劇《水姑娘》獲得向田邦子賞、橋田賞。其後，《西洋古董洋果子店》、《命運之戀》、《夢想加州》、《太阳公公》、《倒数第二次恋爱》等劇亦為人所知。

## 劇本作品
- 1992 《裏刑事-URADEKA-》（朝日電視台）
- 1993 《雙胞胎教師》（朝日電視台）
- 1993 《永不放棄》（富士電視台）
- 1993 《淘氣乖乖女》（富士電視台）
- 1993 《白鳥麗子》（富士電視台）
- 1994 《阿南的情人》（朝日電視台）
- 1994 《熱力十七歲》（富士電視台）
- 1994 《青春無悔》（富士電視台）
- 1995 《理想愛人》（朝日電視台）
- 1995 《燦爛的季節（日语：輝く季節の中で）》（富士電視台）
- 1995 《戀愛夢想家（日语：まだ恋は始まらない）》（富士電視台）
- 1995 《海がきこえる》（朝日電視台）─ 聖誕SP
- 1996 《變身》（朝日電視台）
- 1996 《德克》（富士電視台）
- 1997 《海灘男孩》（富士電視台）
- 1997 《輕輕緊握你的手（日语：君の手がささやいている）》(1)（朝日電視台）
- 1998 《海灘男孩》特別篇（富士電視台）
- 1998 《戀愛Y世代》（朝日電視台）
- 1998 《夏日幽會》（TBS）
- 1998 《輕輕緊握你的手（日语：君の手がささやいている）》(2)（朝日電視台）
- 1999 《只有可愛不行嗎?（日语：可愛いだけじゃダメかしら?）》（朝日電視台）
- 1999 《她們的時代》（富士電視台）
- 1999 《鯨を見た日》（NHK）
- 1999 《輕輕緊握你的手（日语：君の手がささやいている）》(3)（朝日電視台）
- 2000 《氣象預報的情人（日语：天気予報の恋人）》（富士電視台）
- 2000 《輕輕緊握你的手（日语：君の手がささやいている）》(4)（朝日電視台）
- 2001 《水姑娘（日语：ちゅらさん）》（NHK）
- 2001 《西洋古董洋果子店》（富士電視台）
- 2001 《輕輕緊握你的手（日语：君の手がささやいている）》(5)（朝日電視台）
- 2002 《命運之戀》 －（TBS、MBC聯合製作)
- 2002 《夢想加州》（TBS電視台）
- 2002 《獻給阿爾吉儂的花束》（關西電視台）
- 2002 《恋セヨ乙女》（NHK）
- 2002 《負け組キックオフ》（朝日電視台）
- 2003 《我的蹺佳人》（富士電視台）
- 2003 《戀文》（TBS電視台）
- 2003 《水姑娘（日语：ちゅらさん）》(2)（NHK）
- 2004 《ホームドラマ!》（TBS電視台）
- 2004 《大婆婆小倆口》（關西電視台）
- 2004 《水姑娘（日语：ちゅらさん）》(3)（NHK）
- 2005 《愛之歌》（日本電視台）
- 2005 《きみの知らないところで世界は動く》（NHK）
- 2006 《君が光をくれた》（TBS電視台）
- 2007 《料理新人王》（日本電視台）
- 2007 《相聚一刻》特別篇（朝日電視台）
- 2007 《水姑娘（日语：ちゅらさん）》(4)（NHK電視台）
- 2008 《無理な恋愛》（富士電視台）
- 2009 《守财奴》（日本電視台）
- 2009 《小公主莎拉》（TBS電視台）
- 2009 《天国で君に逢えたら》（TBS電視台）
- 2010  夏樹静子・作家40周年記念特別企画SP《W的悲劇》（TBS電視台）
- 2011 《太阳公公》（NHK晨间小说连续剧）
- 2011 《造花の蜜》（WOWOW）─ 亦執筆原作的文庫本解說
- 2012 《倒数第二次恋爱》（富士電視台）
- 2012 《尾根のかなたに〜父と息子の日航機墜落事故〜》（WOWOW）
- 2013 《不要哭，小原》（日本電視台）
- 2013 《STAR MAN 這顆星上的戀愛》（關西電視台）
- 2013 《チキンレース》（WOWOW）
- 2014 《木曽オリオン》（NHK BS Premium）
- 2014 《續・倒數第二次戀愛》（富士電視台）
- 2014 《父親的背影（日语：おやじの背中）》第一話（TBS電視台）
- 2014 《告別自己》（NHK）
- 2015 《心碎四角關係》（富士電視台）
- 2015 《請和我妻子結婚（日语：ボクの妻と結婚してください。）》（NHK BS Premium）
- 2015 《根性青蛙》（日本電視台）
- 2016 《奇蹟之人（日语：奇跡の人 (2016年のテレビドラマ)）》（NHK BS Premium）
- 2017 《雛鳥》（NHK晨间小说连续剧）
- 2018 《這個世界的角落》（TBS）
- 2020 《姐姐的戀人》（關西電視台）
- 2021 《虹色病歷簿》（朝日電視台）
- 2021 《獅子的點心》（NHK BS Premium） - 劇本監修
- 2022 《心動迎戰Song！》（TBS）
- 2022 《清晨首班列車的殺風景》（WOWOW）
- 2023 《關於週日晚上…（日语：日曜の夜ぐらいは…）》（朝日放送電視台・朝日電視台）
- 2024 《小南是迷你情人!?》（朝日電視台）
- 2025 《再續．倒數第二次戀愛》（富士電視台）

## 出版作品

### 小說
- 夢想加州

## 電影作品
- 1993年 She's Rain（東映）
- 1997年8月 純愛手札（東映）
- 2000年4月 太空遊俠（東映）
- 2004年10月 現在，很想見你（東寶）
- 2007年 天国は待ってくれる Heaven Can Wait. Maybe...
- 2009年 巨乳排球（東映）
- 2011年 阪急電車（東寶）
- 2013年 來觀光吧！縣廳款待課（東寶）

## 漫畫原作
- あかねSAL☆

## 獎項
- 1997年9月，第14回日劇學院賞最佳編劇（海灘男孩）
- 1999年9月，第22回日劇學院賞最佳編劇（她們的時代）
- 2001年9月，第30回日劇學院賞最佳編劇（水姑娘（日语：ちゅらさん））
- 2001年，向田邦子賞及橋田賞（水姑娘（日语：ちゅらさん））
- 2003年2月，第35回日劇學院賞最佳編劇（獻給阿爾吉儂的花束）
- 2012年5月，第72回日劇學院賞最佳編劇（倒數第二次戀愛）
- 2014年10月，第7回東京國際戲劇節最佳編劇（倒數第二次戀愛2）
- 2017年10月，第9回CONFiDENCE日劇大獎劇本獎（雛鳥）
- 2018年7月，第26回橋田賞

## 外部連結
- 岡田惠和 - 有限会社U.F.O.カンパニー （页面存档备份，存于）
- 岡田惠和官方網站
- 所属事務所 マツ・カンパニー
- Yoshikazu Okada在互联网电影资料库（IMDb）上的資料（英文）